# اژدهاکشان
اژدهاکشان نام کتابی از یوسف علیخانی است.
اژدهاکشان مجموعه ۱۵ داستان کوتاه نوشته یوسف علیخانی است که در سال ۱۳۸۶ به وسیله انتشارات نگاه منتشر شده بود در سال ۱۳۸۸ به وسیله نشر آموت به چاپ چهارم رسید.
داستان‌های مجموعه اژدهاکشان مانند مجموعه داستان اول این نویسنده قدم‌بخیر مادربزرگ من بود در فضای وهم زده یک روستا می‌گذرند.
این مجموعه داستان برنده اولین دوره جایزه ادبی جلال آل‌احمد و نامزد هشتمین دوره جایزه هوشنگ گلشیری شد.
چاپ اول و دوم و سوم اژدهاکشان به وسیله انتشارات نگاه و چاپ چهارم و پنجم این مجموعه داستان توسط نشر آموت روانه بازار کتاب شد.

## بن‌مایه
- خبرگزاری ایسنا چاپ چهارم اژدهاکشان
- روزنامه ایران برندگان جایزه و نشان جلال آل‌احمد معرفی شدند
- وب سایت هوشنگ گلشیری نامزدهای نهایی هشتمین دوره جایزه گلشیری